# Hibbertia commutata
Hibbertia commutata är en tvåhjärtbladig växtart som beskrevs av Steudel. Hibbertia commutata ingår i släktet Hibbertia och familjen Dilleniaceae. Inga underarter finns listade i Catalogue of Life.